# Susuhunan
Pour les articles homonymes, voir Sunan.

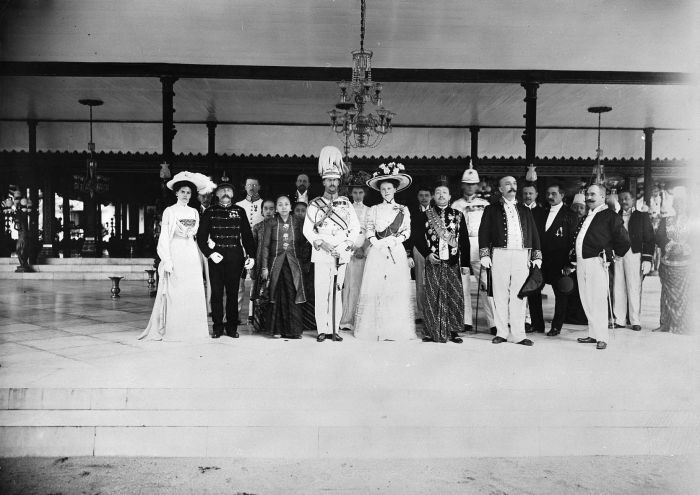
Le Susuhunan Pakubuwono X de Surakarta recevant le duc Jean-Albert de Mecklembourg (1910).

En Indonésie, Susuhunan ou sunan est le titre porté par les rois de Mataram et par les souverains de Surakarta qui leur ont succédé.
Le mot est formé sur la base suhun, qui en javanais, signifie « respecter ». Un expert, le professeur Hamka, donne une autre étymologie, le faisant venir de la base susun, qui veut dire « empiler », « arranger ». Susunan désignerait selon lui le fait de joindre les mains, paumes serrées et doigts pointant vers le haut, en signe de respect (semblable au namaste indien) et par extension, la personne à qui on adresse ce signe.
À Java et en pays Sunda, le titre de sunan est plus généralement donné à des rois, des hommes de religion et même des divinités. L'exemple le plus connu sont les Wali Sanga ou « Neuf Saints » à qui la tradition attribue la propagation de l'islam à Java. Il y a aussi Sunan Ambu, la « souveraine mère », divinité révérée par les Sundanais.